# Batalla de Glenshiel
La batalla de Glenshiel o Glen Shiel fue un enfrentamiento armado que se libró en la cañada de Glenshiel (Escocia occidental) el 10 de junio de 1719, cuando las fuerzas reales británicas derrotaron a un conglomerado de tropas formadas por varios clanes jacobitas de las Tierras Altas, partidarios británicos de los depuestos Estuardo e infantes de marina españoles. Fue el último combate en el que los británicos se enfrentaron cuerpo a cuerpo contra fuerzas extranjeras en su propia isla.

## Antecedentes
Las causas de esta batalla venían de varios años atrás. Tras la firma del Tratado de Utrecht, que reconoció a Felipe V como rey de España, este país se comprometió a evacuar varios territorios que hasta entonces había tenido en Europa: los Países Bajos españoles, el ducado de Milán, Nápoles, Sicilia, Cerdeña, Menorca y Gibraltar. España perdió también gran parte de su peso político en el escenario europeo y pasó a ser una potencia menor en este continente, además de perder su papel como principal potencia en el Mediterráneo occidental. Entonces dicho papel pasaba a manos de Gran Bretaña, la nueva potencia marítima emergente, que además de Menorca y Gibraltar también había recibido durante la Guerra de Sucesión Española la isla de Terranova y poseía la mayor flota del mundo. Si España quería volver a recuperar parte de su perdido poder, chocaría irremediablemente con Gran Bretaña.
A pesar de ello, el rey Felipe V, asistido por su principal consejero, el cardenal Giulio Alberoni, decidió intentar una nueva expansión en el Mediterráneo. En 1717, 8500 soldados de infantería y 500 de caballería partieron de Barcelona y desembarcaron en Cerdeña, ocupando la isla sin problemas. Al año siguiente, 38 000 soldados hicieron lo mismo con gran parte de Sicilia. Gran Bretaña no tardó en mover ficha: el 11 de agosto de 1718, la flota de José Antonio de Gaztañeta fue destruida en la Batalla del cabo Passaro, en las cercanías de Siracusa, por una escuadra británica. Los ingleses explicaron el hecho escudándose en la violación española del Tratado de Utrecht, a lo que España respondió declarando la guerra.
Alberoni sabía que la armada británica sería imbatible en alta mar y que cualquier desembarco en la Península tendría consecuencias desastrosas. Por ello, decidió tomar la iniciativa y llevar la guerra a suelo inglés.

### El plan de Alberoni

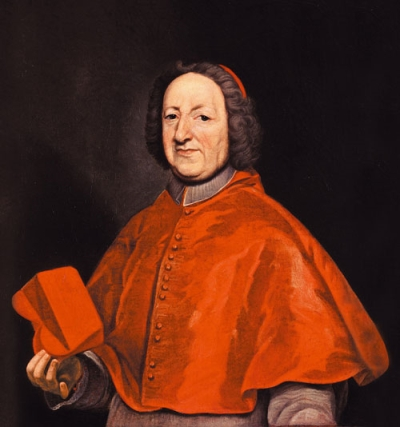
Giulio Alberoni.

En aquel momento, Gran Bretaña se encontraba inmersa en una guerra civil debido a la pretensión al trono de Jacobo III Estuardo, descendiente del último rey católico del país, cuyo trono era ocupado desde 1714 por el protestante Jorge I de Hannover. A este conflicto se añadían las constantes revueltas nacionalistas y confesionales en Escocia, cuyos protagonistas simpatizaban en ese momento con el bando jacobita. Si España conseguía agitar aún más ese complicado escenario, Jorge I caería y Gran Bretaña tendría un aliado de España en el trono que bien podría permitir una mayor presencia hispana en los mares y tierras europeas, así como reconocer sus aspiraciones sobre las antiguas posesiones españolas en Italia.
El plan original del cardenal Alberoni constaba de dos fases. En la primera, George Keith, décimo conde mariscal y simpatizante de la causa jacobita, se infiltraría en Escocia al mando de 300 infantes de marina españoles con el fin de levantar a los clanes del oeste contra los ingleses y tomar alguna plaza fuerte. Esto no era en realidad más que una simple maniobra de distracción con el fin de que los ingleses llevaran más tropas y barcos hacia el norte, dejando menos protegido el sur de la isla.
Una vez conseguido esto, la flota principal de 27 naves y 7000 hombres a las órdenes de James Butler, duque de Ormonde (antiguo capitán general del ejército británico, exiliado en España), desembarcarían en el suroeste de Inglaterra o Gales, donde los simpatizantes jacobitas eran abundantes. Junto con las tropas locales que se les unieran, el gran ejército resultante se dirigiría hacia el este para asediar y tomar Londres, deponer a Jorge y dejar el gobierno en manos de Jacobo.

### Las cosas se complican
A las tres semanas de salir de Cádiz, la flota de Ormonde fue sorprendida por una tormenta a la altura de Finisterre que dispersó y dañó la mayor parte de los barcos. Por ello, regresaron a distintos puertos de la Península y se dio la orden de abortar la misión. Al igual que en 1588, el mal tiempo salvaba nuevamente a los ingleses, mientras que Keith y los suyos quedaban condenados al fracaso en Escocia. Unas semanas antes de que la gran flota fuese puesta fuera de combate, el conde mariscal había ocupado sin problemas la isla de Lewis, al oeste de Escocia, y su capital, Stornoway, donde se instaló un primer campamento. El 13 de abril finalizaron los preparativos y desembarcaron en las Tierras Altas, cerca del lago Alsh. Los highlanders no se sumaron a la revuelta en la cuantía esperada (los españoles llevaban cerca de 2000 armas de fuego para repartir entre sus aliados), pues desconfiaban del éxito de la empresa y en muchos casos se negaron a combatir sin recibir antes noticias de la expedición del sur. Keith se vio obligado a desestimar el plan inicial de atacar Inverness y se dirigió hacia el castillo de Eilean Donan, estableciendo allí el cuartel general, donde se guardaron la mayor parte de las armas y pertrechos. Las dos fragatas que habían transportado al contingente regresaron a España, refugiándose en el puerto de Ribadeo (Lugo). Unos días después, la mayor parte de los hombres se dirigieron hacia el sur, tratando una vez más de recabar mayores apoyos entre los escoceses. En el castillo quedó una pequeña guarnición de 45 a 50 hombres, en su mayoría españoles.

## La caída del castillo de Eilean Donan

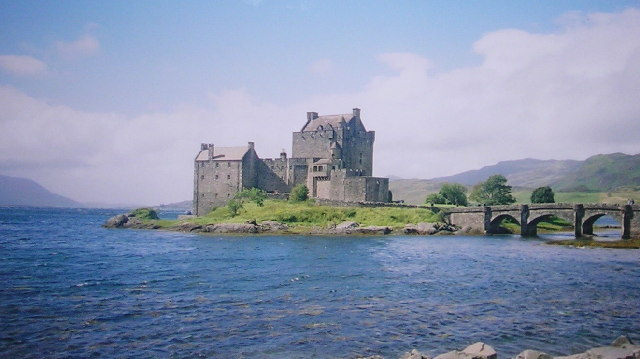
Vista del castillo de Eilean Donan desde el lago Alsh.

Preocupados por las maniobras españolas en el norte, los ingleses mandaron cinco barcos a principios de mayo a la zona para reconocerla. Dos patrullaron las cercanas costas de la isla de Skye mientras los otros tres se introducían en el lago Alsh y se aproximaban al castillo, donde descubrieron la presencia de tropas extranjeras. En cuanto el primer oficial británico puso pie en tierra con intención de ordenar la rendición, los soldados de la fortaleza la emprendieron a disparos, obligándole a él y a sus hombres a volver a las naves, que abrieron fuego entonces contra el castillo, que sufrió daños muy importantes, hasta que la guarnición se rindió. Según las crónicas inglesas posteriores, los soldados británicos encontraron entre las ruinas de Eilean Donan «un mercenario irlandés, un capitán, un teniente español, un sargento, un rebelde escocés y 39 soldados españoles, 343 barriles de pólvora y 52 barriles con munición para mosquetes». Las armas fueron requisadas y el grano almacenado como provisiones en el castillo quemado, así como una capilla cercana usada por los ocupantes para rezar. Los británicos capturados en el castillo fueron probablemente ejecutados acusados de traición, pero los españoles fueron llevados a las fragatas y conducidos por mar hasta Leith, cerca de Edimburgo, donde fueron encarcelados.

## Las cañadas de Glenshiel
Tras un mes de movimientos en la zona, los españoles se enteraron a primeros de junio de que los refuerzos de Ormonde nunca llegarían. A pesar de ello, decidieron llevar a cabo una última gran acción contra los ingleses, recabando el apoyo de algunos clanes escoceses hasta llegar a rondar los 1000 efectivos. Entre los que se sumaron estaban los hombres del héroe nacional escocés Robert Roy McGregor, más conocido como Rob Roy.
El día 5 partió de Inverness un ejército inglés con el fin de bloquear la marcha hispano-escocesa hacia la ciudad y acabar con la rebelión escocesa en la zona. Estaba al mando del general Joseph Wightman y se componía de 850 infantes, 120 dragones de caballería y cuatro baterías de morteros. Después de que el ejército contrario cruzara el río por el, desde entonces, llamado «Paso de los españoles» (Bealach-na-Spainnteach), ambos ejércitos se encontraron en las desoladas cañadas de Glenshiel, flanqueadas por las colinas Five Sisters. Los hispano-escoceses contaban inicialmente con ventaja, pues los españoles habían ocupado la cima y el frente de una de las colinas (llamada hoy en día The Peak of the Spaniards, «El pico de los españoles»), mientras que sus aliados escoceses se apostaban a los lados y montaban algunas barricadas.
El primer choque fue relativamente adverso para Wightman, pero le sirvió para comprobar que los escoceses, a pesar de que componían más de dos tercios del ejército hispano-escocés, eran el enemigo más débil debido a su peor organización. Por ello, mandó a la mayor parte de sus tropas atacar los flancos del enemigo, mientras los morteros disparaban contra todo el conjunto y mantenían a los españoles en sus posiciones. En ese momento, Rob Roy resultó gravemente herido y el clan McGregor abandonó la batalla para ponerle a salvo. Poco después, varios clanes más siguieron sus pasos y dejaron prácticamente solos a sus aliados extranjeros, que se retiraron hacia lo alto de la colina. A las 9 de la noche se rindieron, tres horas después del inicio del combate, mientras que los pocos escoceses que aún les acompañaban aprovecharon la niebla para huir y escapar así de una ejecución segura. El número de bajas mortales exactas se desconoce, pero no debió de ser de gran importancia. Según los historiadores británicos, éstas no superarían los 100 hombres muertos entre ambos bandos.
Los 274 españoles capturados fueron conducidos a Edimburgo, donde se reunieron con los que habían sido presos en Eilean Donan. En octubre las negociaciones entre España y Gran Bretaña permitieron su regreso a su país natal. Por su parte, George Keith escapó de la horca escabulléndose junto a los escoceses y se exilió en Prusia, donde le esperaba su hermano Francis, que escribió un relato sobre la batalla. A pesar de que fue perdonado más tarde, Keith nunca volvió a Inglaterra y pasó el resto de su vida desempeñando el cargo de embajador de Prusia en Francia y, posteriormente, en España.